# Комбур
Комбур (фр. Combourg) насеље је и општина у северозападној Француској у региону Бретања, у департману Ил и Вилен која припада префектури Сен Мало.
По подацима из 2011. године у општини је живело 5702 становника, а густина насељености је износила 89,72 становника/km². Општина се простире на површини од 63,55 km². Налази се на средњој надморској висини од 66 метара (максималној 120 m, а минималној 29 m).

## Демографија
| 1962. | 1968. | 1975. | 1982. | 1990. | 1999. | 2011. |
| ----- | ----- | ----- | ----- | ----- | ----- | ----- |
| 4.339 | 4.457 | 4.647 | 4.733 | 4.843 | 4.850 | 5.702 |

График промене броја становника у току последњих година

## Партнерски градови
- Валдминхен
- Лилестрем